# دی هیدروامتین
دی هیدروامتین (به انگلیسی: Dehydroemetine)
رده درمانی: داروهای ضد انگل .
اشکال دارویی: آمپول

## موارد مصرف
دی هیدرومتین در درمان آمیب (در موارد مقاوم به مترونیدازول) و فاسیولا هپاتیکا مصرف می‌شود.

## مکانیسم اثر
دقیقاً مشخص نیست ولی احتمالاً بر تکثیر سلولی مؤثر است.

## عوارض جانبی
حساسیت، تهوع، نارسایی قلبی و ضعف عضلانی در محل تزریق.